# Rivulus paracatuensis
Rivulus paracatuensis är en fiskart som beskrevs av Costa 2003. Rivulus paracatuensis ingår i släktet Rivulus och familjen Rivulidae. Inga underarter finns listade i Catalogue of Life.